# Haematoloma dorsatum
Haematoloma dorsatum is een halfvleugelig insect uit de familie schuimcicaden (Cercopidae). De wetenschappelijke naam van deze soort is voor het eerst geldig gepubliceerd in 1812 door Ahrens.